# Alchemilla robusta
Alchemilla robusta é uma espécie de rosácea do gênero Alchemilla, pertencente à família Rosaceae.